# Gloriapatri

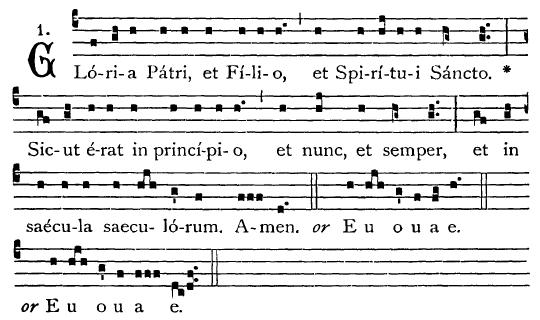
Gloria Patri en un llibre de cant gregorià.

El gloriapatri o Gloria Patri és una oració cristiana en honor de la Santíssima Trinitat, que l'Església acostuma a cantar després de cada salm, al final dels misteris del rosari, o després d'altres pregàries (parenostre, avemaria). És una doxologia (fórmula amb què es glorifica Déu, normalment al final d'un altre text), i es coneix com a doxologia menor per a distingir-lo de la doxologia major, Gloria in excelsis Deo.
Text llatí:
Gloria Patri, et Filio, et Spiritui Sancto. Sicut erat in principio, et nunc, et semper, et in sæcula sæculorum. Amen.
Text català:
Glòria al Pare, al Fill i a l'Esperit Sant. Com era en el principi, ara i sempre, pels segles dels segles. Amén.